# Луценко Володимир Сергійович
Володимир Сергійович Луценко (нар. 17 липня 1982 р. с. Ганнусине, Полонський р-н, Хмельницька обл. - загинув 24 березня 2022 р. біля м. Ізюм, Харківська обл.) - старший сержант, учасник російсько-української війни.

## Життєпис
Народився 17 липня 1982 року в с. Ганнусине, Полонського району, Хмельницької області.Навчався в Рогачівському державному аграрному технікумі.
Служив з 2020 року в 11-му зенітному ракетному полку Повітряних сил ЗСУ  заступником начальника зенітно-ракетної обслуги зенітної батареї.
Загинув під час обстрілу позицій українських захисників ракетами, виконуючи бойові завдання. 
Похований в м. Полонне, Хмельницької області.

## Нагороди
- орден «За мужність» ІІІ ступеня (посмертно) за особисту мужність і самовіддані дії, виявлені у захисті державного суверенітету та територіальної цілісності України, вірність військовій присязі[3].